# Tanja Kari
Tanja Kari –nacida como Tanja Tervonen– es una deportista finlandesa que compitió en esquí de fondo adaptado y atletismo adaptado. Ganó catorce medallas en los Juegos Paralímpicos de Invierno entre los años 1988 y 2002, y una medalla en los Juegos Paralímpicos de Vereno de 1988.

## Palmarés internacional
| Juegos Paralímpicos | Juegos Paralímpicos        | Juegos Paralímpicos | Juegos Paralímpicos         |
| Año                 | Lugar                      | Medalla             | Prueba                      |
| ------------------- | -------------------------- | ------------------- | --------------------------- |
| 1988                | Innsbruck (Austria)        | Medalla de oro      | 5 km distancia corta LW6/8  |
| 1988                | Innsbruck (Austria)        | Medalla de oro      | 10 km distancia larga LW6/8 |
| 1992                | Albertville (Francia)      | Medalla de oro      | 5 km distancia corta LW2-9  |
| 1992                | Albertville (Francia)      | Medalla de oro      | 5 km distancia corta LW2-9  |
| 1994                | Lillehammer (Noruega)      | Medalla de oro      | 5 km estilo clásico LW6/8/9 |
| 1994                | Lillehammer (Noruega)      | Medalla de oro      | 5 km estilo libre LW6/8/9   |
| 1994                | Lillehammer (Noruega)      | Medalla de plata    | 15 km LW6/8/9               |
| 1998                | Nagano (Japón)             | Medalla de oro      | 5 km estilo clásico LW2-9   |
| 1998                | Nagano (Japón)             | Medalla de oro      | 5 km estilo libre LW2-9     |
| 1998                | Nagano (Japón)             | Medalla de oro      | 15 km LW2-9                 |
| 2002                | Salt Lake (Estados Unidos) | Medalla de oro      | 5 km de pie                 |
| 2002                | Salt Lake (Estados Unidos) | Medalla de oro      | 10 km de pie                |
| 2002                | Salt Lake (Estados Unidos) | Medalla de oro      | 15 km de pie                |
| 2002                | Salt Lake (Estados Unidos) | Medalla de bronce   | 3 × 2,5 km clase abierta    |

| Juegos Paralímpicos | Juegos Paralímpicos  | Juegos Paralímpicos | Juegos Paralímpicos |
| Año                 | Lugar                | Medalla             | Prueba              |
| ------------------- | -------------------- | ------------------- | ------------------- |
| 1988                | Seúl (Corea del Sur) | Medalla de plata    | 400 m A6A8A9L4      |